# Dança tradicional japonesa

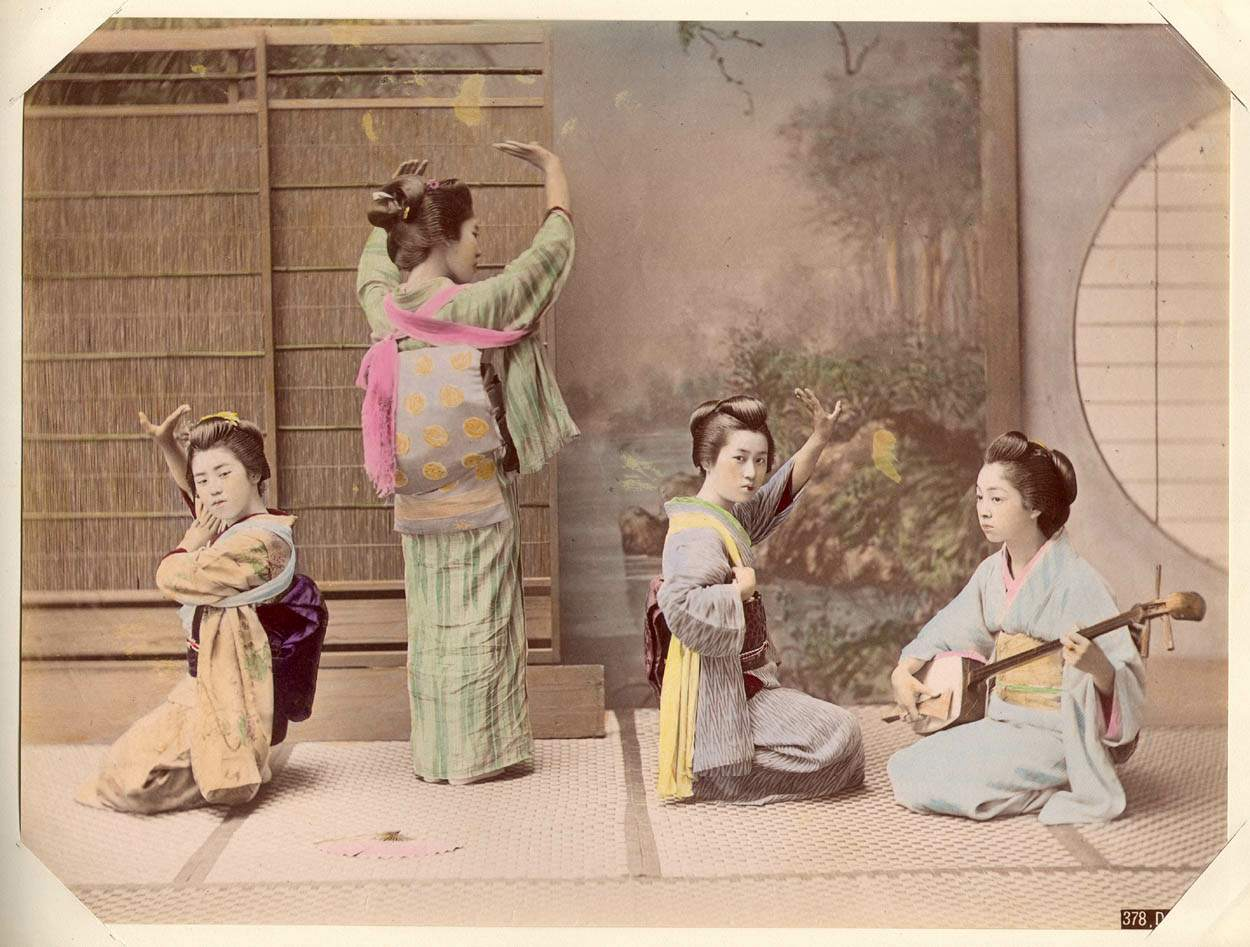
Fotografia de mulheres japonesas em pose de dança.

A dança tradicional japonesa descreve uma série de estilos de dança japoneses com uma história antiga e um determinado método de desempenho. Algumas das formas mais antigas de dança tradicional japonesa estão entre as passadas através da tradição kagura, ou danças folclóricas relacionadas a produção de alimentos, como o plantio de arroz (dengaku) e pesca, incluindo danças da chuva. Existem vários tipos dessas danças tradicionais, que muitas vezes são sufixadas -odori, -asobi, e -mai, podendo ser específico para uma região ou vila. Mai e Odori são os dois principais grupos de danças japonesas, e o termobuyō (舞踊) foi cunhado na modernidade como um termo geral para dança, combinandomai (舞) (que também pode ser pronunciado bu) eodori (踊) (que também pode ser pronunciado yō).
Mai é um gênero mais reservado de dança, geralmente com movimentos circulares. As danças do teatro Noh são dessa tradição. Uma variação do estilo Mai é o estilo Kyomai ou Kyoto. O Kyomai foi desenvolvido no século XVII, no período Tokugawa. É fortemente influenciado pela elegância e sofisticação associada com a Corte Imperial de Quioto. Odori é mais energético e possui movimentos mais vigorosos, as danças do teatro kabuki fazem parte dessa categoria.

## Gêneros de dança
Existem vários tipos de dança tradicional japonesa. A classificação mais básica é nas formas mai e odori, que podem ser classificas em gêneros como Noh mai ou jinta mai, o último tendo origens nos distritos de Quioto e Osaka. 
O estilo mai é reservado e reconhecido por movimentos circulares, com o corpo baixo e perto do chão. O estilo odori inclui danças folclóricas realizadas no festival anual Bon e danças que fazem parte da tradição kabuki. O estilo Odori tem movimentos maiores e mais energéticos.
Atualmente, danças tradicionais também possuem influência de danças ocidentais como o ballet, que foi reintroduzido ao Japão durante a Restauração Meiji. Em Sagi Musume, os dançarinos assumem o papel do espírito da garça. Em versões clássicas, o espírito assume uma pose forte e bonita ao fim da dança. Entretanto, esse fim foi alterado em outras versões (com grandes influencias da performance de Anna Pavlova em The Dying Swan) e o espírito morre gradualmente, e finalmente vai ao chão.

### TeatroKabuki
Kabuki (歌舞伎) é uma dança interpretativa clássica japonesa. O teatro Kabuki é conhecido pelo estilo dramático e pela maquiagem elaborada usada pelos atores. 

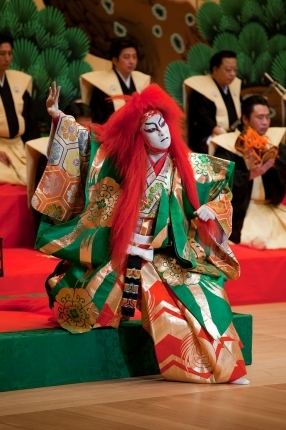
Performance Renjishi

Os ideogramas individuais, da esquerda para a direita, significam "canto" (歌), "dança" (舞), e "habilidade" (伎). Isso é traduzido como "a arte de cantar e dançar". Porém, esse são ideogramas ateji, não refletindo a etimologia real. O kanji para "habilidade" geralmente se refere a um ator do teatro kabuki. Acredita-se que a palavra "kabuki" é derivada do verbo "kabuku", que significa "se inclinar" ou "ser fora do comum", fazendo com que "kabuki" seja interpretado como teatro "avant-garde" ou "bizarro". A expressão "kabukimono" (歌舞伎者) se refere originalmente aqueles que se vestiam de forma estranha e permaneciam confiantes nas ruas.
A história do kabuki começa em 1603, quando Izumo no Okuni, possivelmente uma miko do templo Izumo Taisha, passou a performar um novo estilo de dança interpretativa no leito seco dos rios de Quioto, sendo elas chamadas de "estranha" e "atípico" ("kabuki"). Acredita-se que essa nova forma de dança interpretativa seja derivada de danças folclóricas feitas apenas por mulheres, furyū-ō odori e nembu odori. Kabuli virou uma forma de entretenimento em Yoshiwara, em Edo. A estrutura de uma peça kabuki foi formalizada durante a era Genroku, assim como vários elementos desse estilo. Personagens foram estabelecidos, assim como a maioria das peças performadas até hoje. 

### NohMai
As origens de Noh mai podem ser traçadas desde o século XIII. Noh mai é dançada ao som de flautas e tambores de mão chamados tsuzumi. Em vários momentos os artistas dançam para músicas vocais e instrumentais, sendo chamados de kuse ou kiri. Danças noh mai são feitas por vários padrões de movimento corporal, realizados de forma elegante e bela.
Existem vários tipos de danças Noh mai. chu no mai não é rápido nem muito lento, e costuma ser performado por mulheres. Um tipo mais lento de dança é o jo no mai, também feito por mulheres, algumas vezes vestidas como o fantasma de uma mulher nobre, um espírito ou uma divindade. Uma dança masculina é chamada otoko mai. Nela os dançarinos não usam máscaras e representam personagens heroicos. Outra dança masculina é a kami mai, na qual o dançarino age como se fosse uma divindade. Essa é uma dança muito rápida. A versão feminina é chamada kagura e pode ser performada de várias formas. Gaku é uma dança que imita a música tocada na corte imperial e costuma ser realizada pelo personagem principal do drama Noh. Existem seis tipos de dança Noh mai.
Fantasias são muito importantes para o teatro Noh, incluindo o Noh mai. As danças e peças podem começar devagar, permitindo que os atores criem exuberância, com roupas coloridas para manter a audiência engajada. Eles também se vestem para incorporar os aspectos do personagem representado, como uma chapéu de bambu para representar a vida no campo. A parte mais importante das fantasias são as máscaras. As marcas Noh mai são consideradas as mais artísticas do Japão. Elas são usadas apenas pelos personagens principais, e tem expressões neutras para que seja trabalho do ator dar vida ao personagem.

### Nihon Buyō
Nihon buyō é diferente da maioria das danças tradicionais. Sua intenção é entretenimento no palco. Nihon buyō é uma dança refinada que foi aperfeiçoada durante quatro séculos.

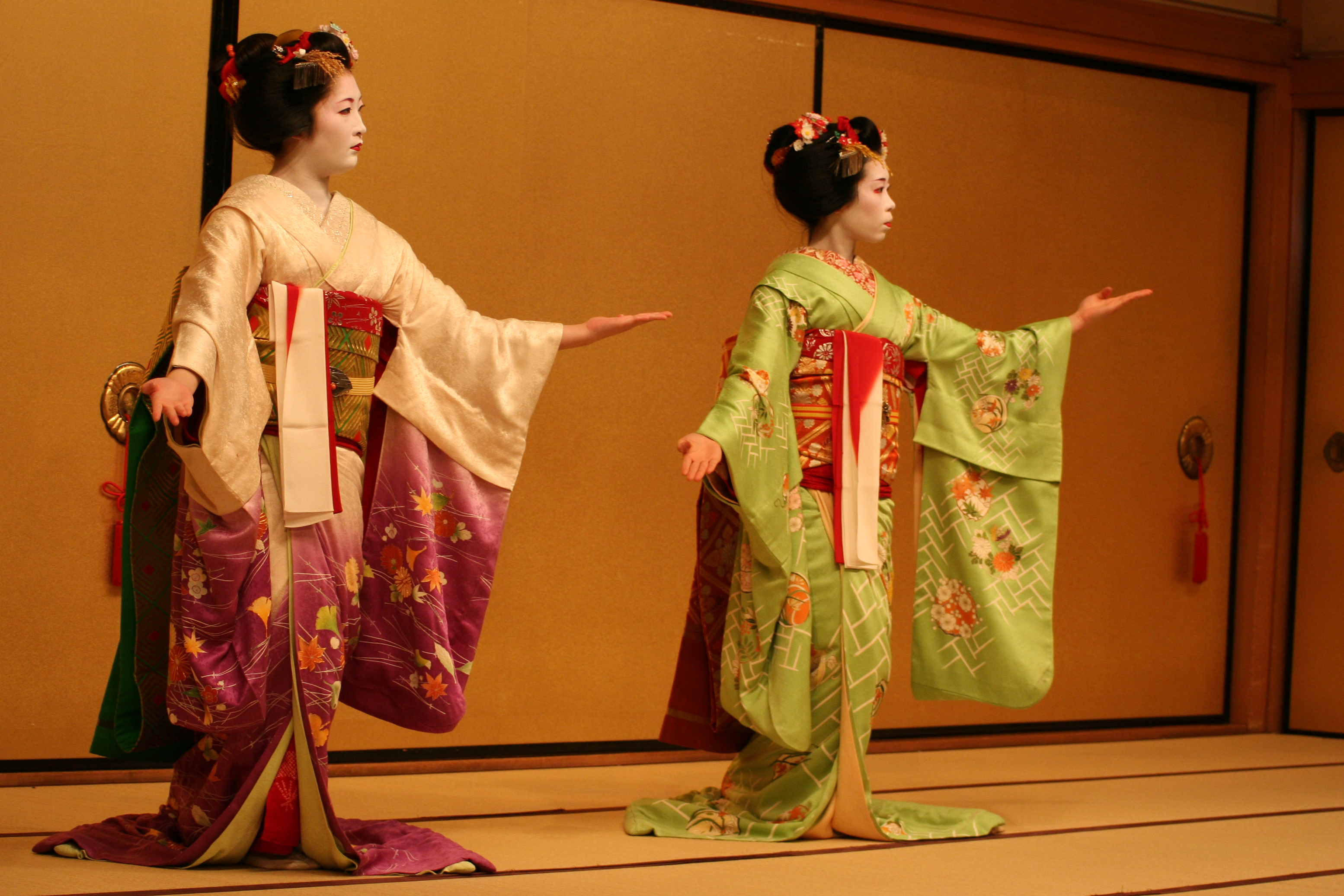
Duas maiko dançando

Existem quatro partes no nihon buyō, sendo kabuki buyō a mais significativa. A maior parte do repertório foi assimilada do teatro kabuki dos séculos XVIII e XIX, e de yūkaku do Período Edo.
Nihon buyō foi criado diretamente de kabuki buyō antes de ele virar um teatro. A segunda parte do nihon buyō é Noh. Nihon buyō pegou elementos do Noh como os movimentos circulares e ferramentas usadas nas danças. A terceira parte dessas danças vem de danças folclóricas, como os giros e saltos; A última parte vem de uma mistura das culturas europeia e americana, encontradas no Japão atualmente.
Nihon buyō não alcançou a forma atual até a Restauração Meiji de 1868, quando a dança ocidental estava sendo introduzida no país. Por isso, existem influências do ballet na forma atual do nihon buyō.

### Danças folclóricas

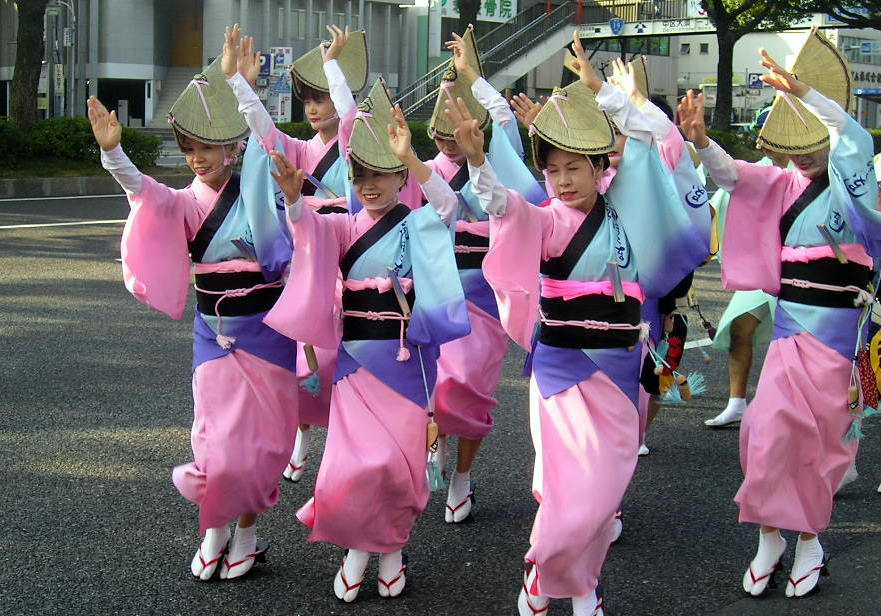
Um grupo de dança awaodori em Osu Nagoya, Aichi.

Existe uma grande variedade de danças folclóricas no Japão. Elas normalmente são a base de outras danças. Um exemplo de danças folclóricas japonesas é a dança do pardal (雀踊り, suzume odori), uma dança baseada nos movimentos do pardal-montês. Ela foi performada e improvisada pela primeira fez por pedreiros que estavam construindo o Castelo Sendai para o daimyō Date Masamune. O emblema do Clã Date incorpora dois pardais. A dança do pardal atual é realizada anualmente na Prefeitura de Sendai, Miyagi, no festival Aoba no meio de maio. As crianças aprendem e performam a dança nas escolas, especialmente durante o Festival Obon.

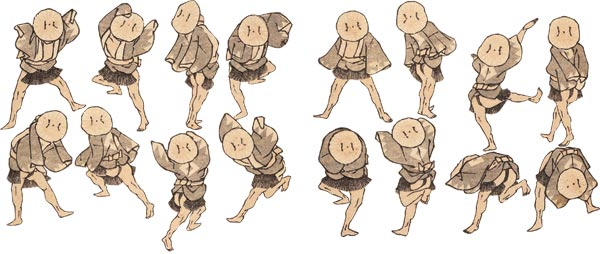
Katsushika Hokusai publicou suzume odori em seu mangá em 1815.

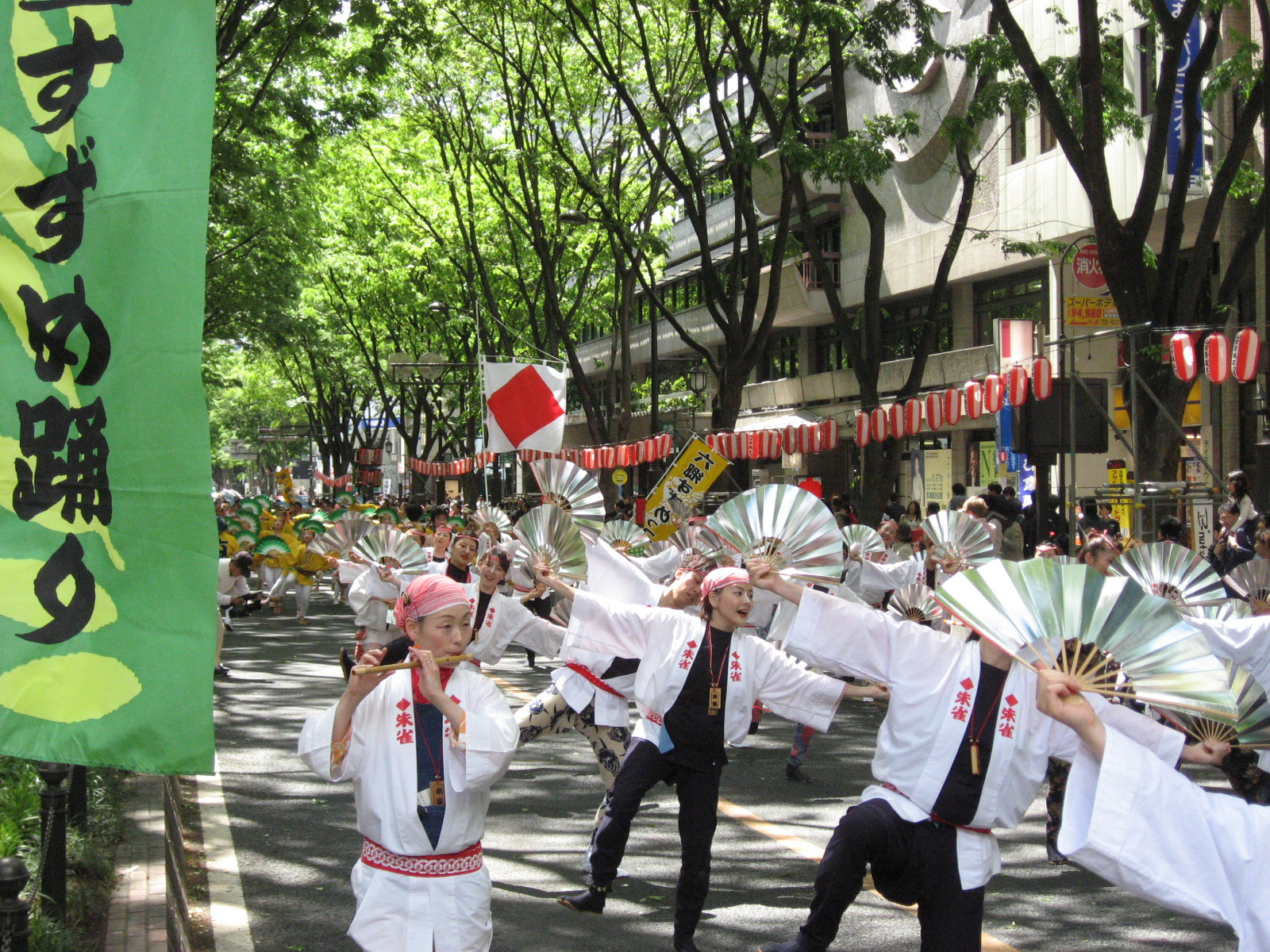
Competidores de Suzume odori no Festival Aoba matsuri.

### Bon Odori
Bon odori é um tipo de dança folclórica performada durante o Festival Obon. Ela era, originalmente, uma dança de boas vindas aos espíritos dos mortos. Essa dança e a música que acompanha são de diferentes regiões do Japão. Normalmente, a dança bon envolve pessoas dançando ao redor de uma yagura, um andaime alto feito de madeira. As pessoas se movem em sentido horário ou anti-horário, para longe e para perto da yagura. Algumas vezes eles intercalam as direções.
Os movimentos e gestos da dança bon costumam mostrar a história, trabalho e geografia da região. Por exemplo, tankō bushi é uma mina de carvão com origem em Miike Mine, em Kyushu, e os movimentos na dança imitam a escavação, empurro de carrinhos e lanternas. Soran bushi é uma celeuma, e os movimentos de sua dança mostram o arrasto de redes e içamento de bagagens. Danças Bon podem fazer uso de utensílios, como leques, toalhas e badalos de mão feitos de madeira. Para hanagasa odori, os dançarinos usam chapéus de palha decorados com flores.

### Jinta mai
Jinta mai (ou kamigata mai) é uma dança refinada que vem de Osaka e Quioto. Esses estilo de dança é representado por elementos clássicos do estilo mai, como o movimento dos leques, pantomimes e movimentos circulares. Essa forma de dança é performada apenas por mulheres.